# توني ريفرز
توني ريفرز (بالإنجليزية: Tony Rivers)‏ هو مغني بريطاني، ولد في 21 ديسمبر 1940 في Shildon ‏ في المملكة المتحدة.

## وصلات خارجية
- الموقع الرسمي